# Lepus microtis
Lepus microtis là một loài động vật có vú trong họ Leporidae, bộ Thỏ. Loài này được Heuglin mô tả năm 1865.

## Hình ảnh

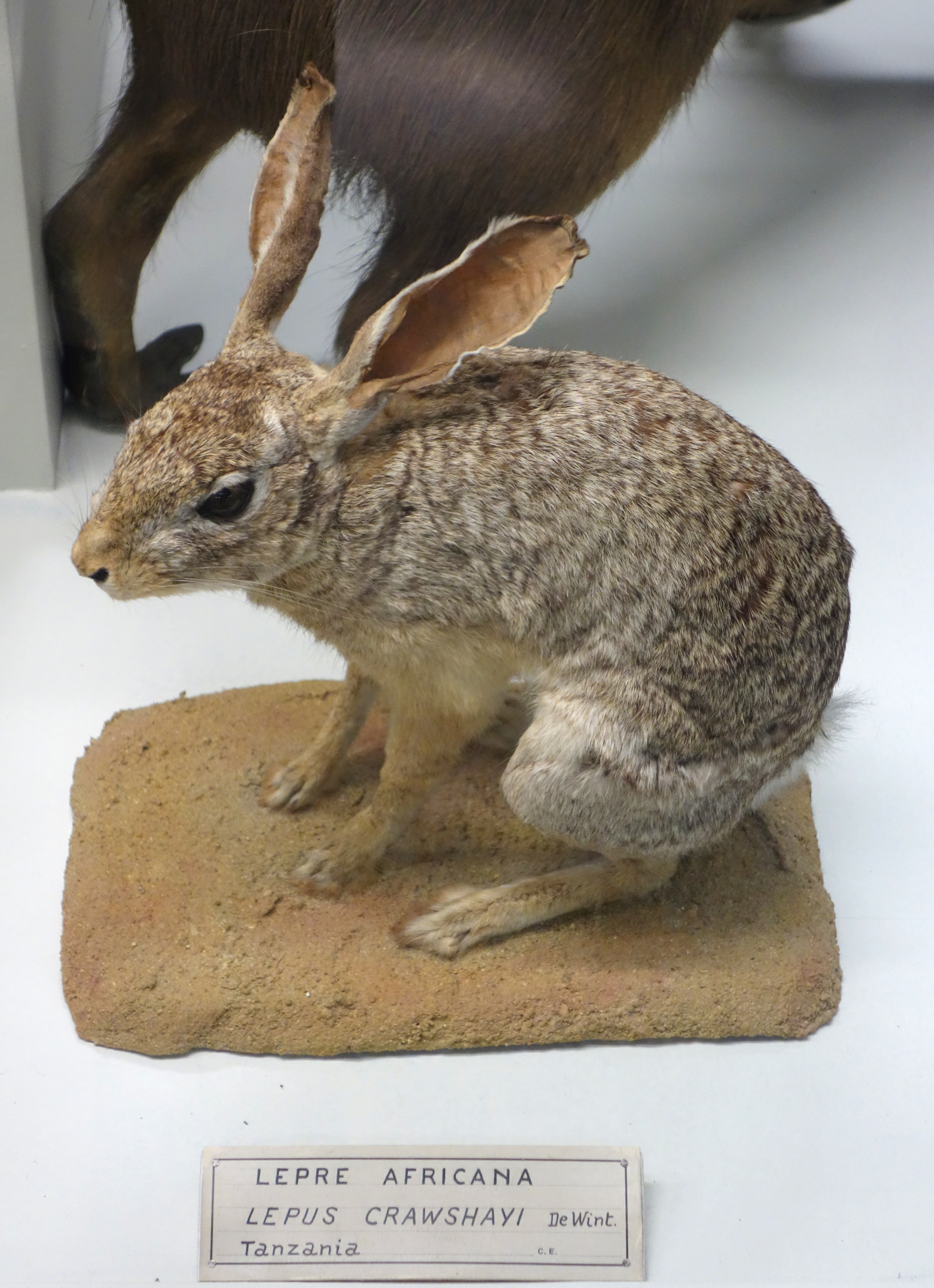
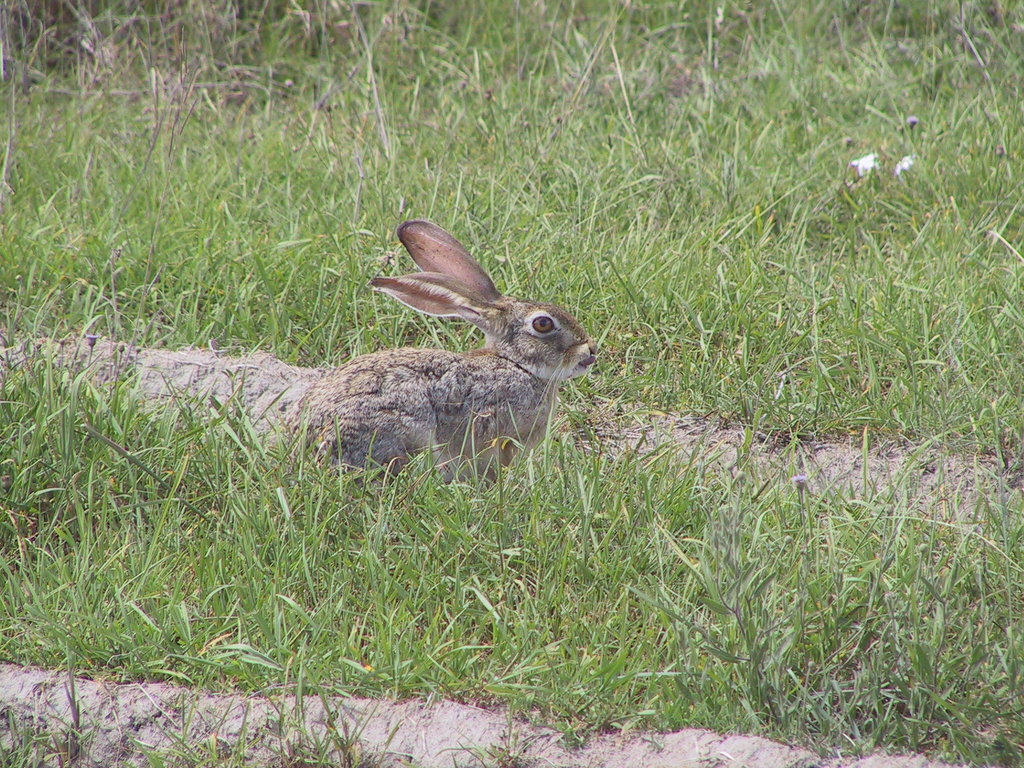